# Élections régionales de 2016 en Mecklembourg-Poméranie-Occidentale
Les élections régionales de 2016 en Mecklembourg-Poméranie-Occidentale (en allemand : Landtagswahl in Mecklenburg-Vorpommern 2016) se tiennent le 4 septembre 2016, afin d'élire les 71 députés de la 7e législature du Landtag, pour un mandat de cinq ans.
En recul de l'ordre de cinq points, le Parti social-démocrate du ministre-président Erwin Sellering remporte sa cinquième victoire consécutive, devançant l'Alternative pour l'Allemagne dont c'est la première participation électorale régionale dans ce Land. Le chef de l'exécutif assure son maintien au pouvoir par la reconduction de sa grande coalition avec l'Union chrétienne-démocrate.

## Contexte
Depuis 1998, le Mecklembourg-Poméranie-Occidentale est gouverné par un ministre-président issu du Parti social-démocrate d'Allemagne (SPD).
À la suite des élections régionales du 4 septembre 2011, Erwin Sellering — au pouvoir depuis 2008 — reconduit la grande coalition que son parti forme depuis cinq ans avec l'Union chrétienne-démocrate d'Allemagne (CDU) forte de 45 sièges sur 71. Il renonce donc à rétablir la coalition rouge-rouge qu'il constituait avec Die Linke entre 1998 et 2006, et disposant elle aussi d'une majorité absolue avec un total de 41 députés.
En outre, pour la seconde fois après la Saxe en 2009, le Parti national-démocrate d'Allemagne (NPD) parvient à maintenir sa représentation parlementaire dans un Landtag.

## Mode de scrutin
Le Landtag est constitué de 71 députés (en allemand : Mitglied des Landtags, MdL), élus pour une législature de cinq ans au suffrage universel direct et suivant le scrutin proportionnel de Hare/Niemayer.
Chaque électeur dispose de deux voix : la première (Erststimme) lui permet de voter pour un candidat de sa circonscription selon les modalités du scrutin uninominal majoritaire à un tour, le Land comptant un total de 36 circonscriptions ; la seconde voix (Zweitstimme) lui permet de voter en faveur d'une liste de candidats présentée par un parti au niveau du Land.
Lors du dépouillement, l'intégralité des 71 sièges est répartie à la proportionnelle sur la base des secondes voix uniquement, entre les partis ayant remporté au moins 5 % des suffrages exprimés au niveau du territoire régional. Si un parti a remporté des mandats au scrutin uninominal, ses sièges sont d'abord pourvus par ceux-ci.
Dans le cas où un parti obtient plus de mandats au scrutin uninominal que la proportionnelle ne lui en attribue, la taille du Landtag est augmentée jusqu'à rétablir la proportionnalité.

## Campagne

### Principales forces
| Parti | Parti                                                                              | Idéologie                                                                   | Chef de file                             | Score en 2011              |
| ----- | ---------------------------------------------------------------------------------- | --------------------------------------------------------------------------- | ---------------------------------------- | -------------------------- |
|       | Parti social-démocrate d'Allemagne Sozialdemokratische Partei Deutschlands         | Centre gauche Social-démocratie, troisième voie, progressisme               | Erwin Sellering (Ministre-président)     | 35,6 % des voix 27 députés |
|       | Union chrétienne-démocrate d'Allemagne Christlich Demokratische Union Deutschlands | Centre droit Démocratie chrétienne, libéral-conservatisme                   | Lorenz Caffier (Ministre de l'Intérieur) | 23,0 % des voix 18 députés |
|       | Die Linke                                                                          | Extrême gauche à gauche Socialisme démocratique, anticapitalisme, populisme | Helmut Holter                            | 18,4 % des voix 14 députés |
|       | Alliance 90 / Les Verts Bündnis 90/Die Grünen                                      | Centre gauche Écologie, progressisme                                        | Silke Gajek                              | 8,7 % des voix 7 députés   |
|       | Parti national-démocrate d'Allemagne Nationaldemokratische Partei Deutschlands     | Extrême droite Ultranationalisme, néonazisme, populisme                     | Udo Pastörs                              | 6,0 % des voix 5 députés   |
|       | Alternative pour l'Allemagne Alternative für Deutschland                           | Droite à extrême droite Euroscepticisme, national-conservatisme, populisme  | Leif-Erik Holm                           | Inexistant                 |

### Sondages
| Institut                | Date       | CDU    | SPD    | Grünen | FDP    | Linke  | AfD   | NPD   |
| ----------------------- | ---------- | ------ | ------ | ------ | ------ | ------ | ----- | ----- |
| Institut                | Date       |        |        |        |        |        |       |       |
| Forschungsgruppe Wahlen | 01/09/2016 | 22 %   | 28 %   | 6 %    | 3 %    | 13 %   | 22 %  | –     |
| INSA                    | 31/08/2016 | 20 %   | 28 %   | 6 %    | 2 %    | 15 %   | 23 %  | 2 %   |
| Forschungsgruppe Wahlen | 26/08/2016 | 22 %   | 28 %   | 6 %    | —      | 13 %   | 21 %  | 3 %   |
| Infratest dimap         | 25/08/2016 | 22 %   | 27 %   | 5 %    | 3 %    | 14 %   | 21 %  | 3 %   |
| Infratest dimap         | 18/08/2016 | 23 %   | 26 %   | 6 %    | 3 %    | 16 %   | 19 %  | 3 %   |
| INSA                    | 12/08/2016 | 23 %   | 24 %   | 6 %    | 3 %    | 17 %   | 19 %  | 3 %   |
| Infratest dimap         | 30/06/2016 | 25 %   | 22 %   | 7 %    | 3 %    | 17 %   | 19 %  | 4 %   |
| Infratest dimap         | 28/04/2016 | 24 %   | 22 %   | 8 %    | 4 %    | 16 %   | 18 %  | 4 %   |
| INSA                    | 16/02/2016 | 29 %   | 22 %   | 5 %    | 4 %    | 19 %   | 16 %  | 4 %   |
| MfD                     | 21/01/2016 | 27,2 % | 28,4 % | 9,5 %  | 20,1 % | 8 %    | 5,5 % | 1,3 % |
| MfD                     | 15/01/2015 | 30,6 % | 34,3 % | 9,7 %  | 1,6 %  | 17,4 % | 4,1 % | 1,4 % |
| Infratest dimap         | 07/05/2014 | 34 %   | 29 %   | 5 %    | 2 %    | 20 %   | 4 %   | 3 %   |
| Dernières élections     | 04/09/2011 | 23,1 % | 35,7 % | 8,4 %  | 2,7 %  | 18,4 % | 0 %   | 6,0 % |

## Résultats

### Voix et sièges
|                          |                                              |                                              |                  |                  |                  |                  |         |       |       |        |              |               |  |  |
| Partis                   | Partis                                       | Partis                                       | Circonscriptions | Circonscriptions | Circonscriptions | Circonscriptions | Liste   | Liste | Liste | Liste  | Total sièges | +/-           |  |  |
| Partis                   | Partis                                       | Partis                                       | Votes            | %                | Sièges           | +/−              | Votes   | %     | +/−   | Sièges | Total sièges | +/-           |  |  |
|                          | Parti social-démocrate d'Allemagne (SPD)     | Parti social-démocrate d'Allemagne (SPD)     | 236 319          | 29,42            | 26               | 2                | 246 395 | 30,55 | 5,00  | 0      | 26           | 1             |  |  |
|                          | Alternative pour l'Allemagne (AfD)           | Alternative pour l'Allemagne (AfD)           | 175 850          | 21,90            | 3                | 3                | 167 852 | 20,81 | Nv    | 15     | 18           | 18            |  |  |
|                          | Union chrétienne-démocrate d'Allemagne (CDU) | Union chrétienne-démocrate d'Allemagne (CDU) | 175 057          | 21,80            | 7                | 5                | 153 115 | 18,99 | 4,05  | 9      | 16           | 2             |  |  |
|                          | Die Linke (Linke)                            | Die Linke (Linke)                            | 119 374          | 14,86            | 0                | en stagnation    | 106 256 | 13,18 | 5,24  | 11     | 11           | 3             |  |  |
|                          | Alliance 90 / Les Verts (Grünen)             | Alliance 90 / Les Verts (Grünen)             | 38 613           | 4,81             | 0                | en stagnation    | 38 836  | 4,82  | 3,84  | 0      | 0            | 7             |  |  |
|                          | Parti libéral-démocrate (FDP)                | Parti libéral-démocrate (FDP)                | 26 910           | 3,35             | 0                | en stagnation    | 24 521  | 3,04  | 0,26  | 0      | 0            | en stagnation |  |  |
|                          | Parti national-démocrate d'Allemagne (NPD)   | Parti national-démocrate d'Allemagne (NPD)   | -                | -                | 0                | -                | 24 322  | 3,02  | 2,94  | 0      | 0            | 5             |  |  |
|                          | Parti de protection des animaux (Tierschutz) | Parti de protection des animaux (Tierschutz) | -                | -                | 0                | -                | 9 674   | 1,20  | Nv    | 0      | 0            | en stagnation |  |  |
|                          | Parti des familles d'Allemagne (Familie)     | Parti des familles d'Allemagne (Familie)     | -                | -                | 0                | -                | 6 799   | 0,84  | 0,71  | 0      | 0            | en stagnation |  |  |
|                          | Freier Horizont                              | Freier Horizont                              | 5 793            | 0,72             | 0                | en stagnation    | 6 603   | 0,82  | Nv    | 0      | 0            | en stagnation |  |  |
|                          | Die PARTEI (PARTEI)                          | Die PARTEI (PARTEI)                          | 2 456            | 0,31             | 0                | en stagnation    | 5 051   | 0,62  | 0,38  | 0      | 0            | en stagnation |  |  |
|                          | Électeurs libres (FW)                        | Électeurs libres (FW)                        | 8 515            | 1,06             | 0                | en stagnation    | 4 740   | 0,59  | 0,55  | 0      | 0            | en stagnation |  |  |
|                          | Parti des pirates (Piraten)                  | Parti des pirates (Piraten)                  | 369              | 0,05             | 0                | en stagnation    | 3 935   | 0,49  | 1,38  | 0      | 0            | en stagnation |  |  |
|                          | Autres                                       | Autres                                       | 13 892           | 1,72             | 0                | -                | 14 101  | 1,86  | -     | 0      | 0            | -             |  |  |
|                          |                                              |                                              |                  |                  |                  |                  |         |       |       |        |              |               |  |  |
| Votes valides            | Votes valides                                | Votes valides                                | 803 148          | 97,76            |                  |                  | 806 419 | 98,15 |       |        |              |               |  |  |
| Votes blancs et nuls     | Votes blancs et nuls                         | Votes blancs et nuls                         | 18 433           | 2,24             | 15 162           | 1,85             |         |       |       |        |              |               |  |  |
| Total                    | Total                                        | Total                                        | 821 581          | 100              | 36               | en stagnation    | 821 581 | 100   | -     | 35     | 71           | en stagnation |  |  |
| Abstentions              | Abstentions                                  | Abstentions                                  | 506 739          | 38,15            |                  |                  | 506 739 | 38,15 |       |        |              |               |  |  |
| Inscrits / participation | Inscrits / participation                     | Inscrits / participation                     | 1 328 320        | 61,85            | 1 328 320        | 61,85            |         |       |       |        |              |               |  |  |

### Analyse
Les analystes mettent en avant la forte progression de la formation Alternative pour l'Allemagne (AfD) qui obtient 20,8 % des voix et les mauvais résultats de la CDU d'Angela Merkel qui est reléguée en troisième position, son pire résultat en Mecklembourg-Poméranie-Occidentale depuis la réunification. Bien qu'arrivé en tête, le SPD subit un recul de 5,3 points et Die Linke un recul encore plus important de 5,8 points.
Pour The Telegraph, les électeurs allemands ont rejeté la « politique d'immigration porte ouverte » d'Angela Merkel. Les reculs notables des partis de gauche et des Verts montrent que le vote AfD et anti-immigration possède une composante venant de la gauche.
Bien qu'étant arrivée à la deuxième place, l'AfD ne peut, comme en Saxe-Anhalt, influer sur la composition de la majorité parlementaire. En effet, les 26 députés du SPD et l'absence des écologistes permettent aux sociaux-démocrates de se maintenir au pouvoir et de choisir leur partenaire de coalition. Passés sous le seuil électoral des 5 %, l'Alliance 90 / Les Verts (Grünen) et le Parti national-démocrate d'Allemagne (NPD) sont exclus du Landtag.

#### Sociologique
| Catégorie                      | SPD  | AfD  | CDU  | Linke | Grünen | FDP | NPD |
| ------------------------------ | ---- | ---- | ---- | ----- | ------ | --- | --- |
| Catégorie                      |      |      |      |       |        |     |     |
| Sexe                           |      |      |      |       |        |     |     |
| Hommes                         | 27 % | 25 % | 18 % | 13 %  | 5 %    | 3 % | 4 % |
| Femmes                         | 34 % | 16 % | 19 % | 13 %  | 5 %    | 3 % | 2 % |
| Âge                            |      |      |      |       |        |     |     |
| Moins de 30 ans                | 23 % | 17 % | 15 % | 13 %  | 10 %   | 4 % | 7 % |
| 30-44 ans                      | 24 % | 24 % | 20 % | 9 %   | 6 %    | 4 % | 5 % |
| 45-59 ans                      | 29 % | 24 % | 19 % | 13 %  | 5 %    | 3 % | 2 % |
| Plus de 60 ans                 | 39 % | 17 % | 19 % | 17 %  | 2 %    | 3 % | 1 % |
| Statut                         |      |      |      |       |        |     |     |
| Ouvrier                        | 28 % | 27 % | 16 % | 13 %  | 3 %    | 3 % | 5 % |
| Employé                        | 33 % | 18 % | 19 % | 14 %  | 5 %    | 3 % | 2 % |
| Fonctionnaire                  | 29 % | 17 % | 29 % | 11 %  | 5 %    | 4 % | 1 % |
| Indépendant                    | 18 % | 21 % | 25 % | 12 %  | 6 %    | 8 % | 2 % |
| Études                         |      |      |      |       |        |     |     |
| Hauptschulabschluss            | 35 % | 18 % | 20 % | 11 %  | 3 %    | 3 % | 7 % |
| Mittlere Reife                 | 29 % | 26 % | 19 % | 12 %  | 3 %    | 2 % | 3 % |
| Abitur (baccalauréat)          | 31 % | 15 % | 19 % | 14 %  | 7 %    | 4 % | 2 % |
| Hochschulabschluss (supérieur) | 33 % | 13 % | 20 % | 17 %  | 10 %   | 3 % | 1 % |